# جورج ليفيك (مبارز)
جورج ليفيك هو مبارز بالسيف فرنسي، مثّل بلاده في الألعاب الأولمبية الصيفية 1948.

## روابط خارجية
جورج ليفيك على موقع أوليمبيديا (الإنجليزية)